# Romih
Romih je priimek več znanih Slovencev:
- Boris Romih, snemalec in oblikovalec zvoka na filmu (tudi avtor glasbe)
- Boštjan Romih (*1976), televizijski in radijski voditelj
- Dejan Romih, ekonomist
- Irena Romih (*1965), slikarka in ilustratorka
- Ivan Romih (1913—1966), ilustrator, karikaturist, gledališki scenograf
- Janez Romih, psihiater
- Maruša Romih (*1991), atletinja
- Matej Romih, zborovodja
- Matic Romih, fotograf
- Matjaž Romih, radijski napovedovalec/voditelj, kantavtor, pevec ("Bosaznova" z Vanjo Romih)
- Milan Romih (*1960), alpinist, himalajist
- Mirko Romih (*1933), industrijski oblikovalec (hišne opreme)
- Miro Romih (*1960), računalnikar, informatik
- Mladen Romih, fotograf?
- Rado Romih, urbanist/krajinski arhitekt/razvojnik?
- Rok Romih (*1963), biolog celice, MF
- Štefan Romih, ljubiteljski kulturnik (Romihova priznanja podeljuje Zveza kulturnih društev občin Makole, Poljčane in Slovenska Bistrica)
- Tomaž Romih (1853—1935), šolnik in strokovni pisec
- Zdravko Romih, karateist, trener